# Свиновка
Свиновка — упразднённый хутор на территории Ольховского района Волгоградской области. На момент упразднения входил в состав Гусевского сельсовета. Исключен из учётных данных в 1983 году.

## География

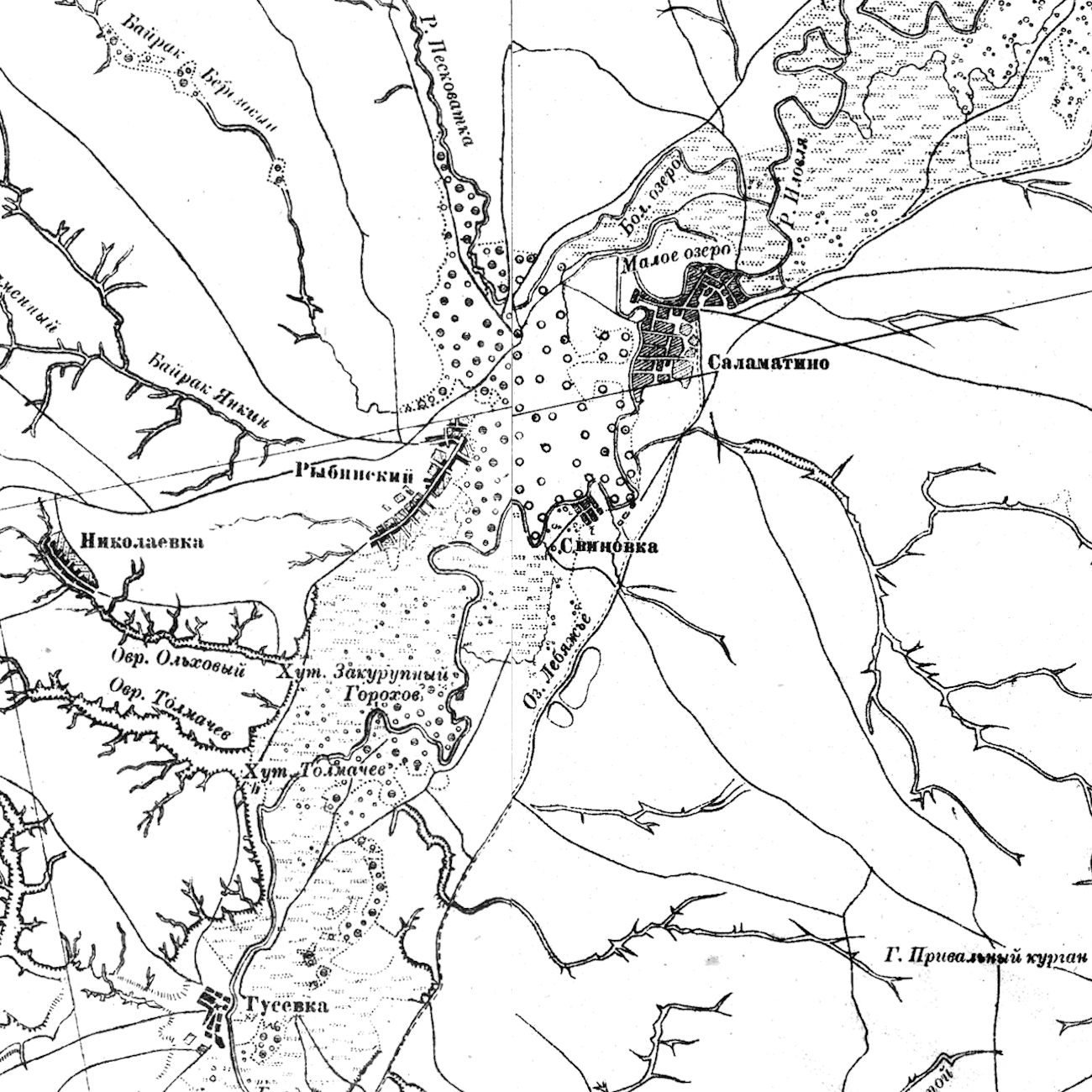
Деревня и окрестности на карте Шуберта XIX века

. С северо-востока на юго-запад течёт Иловля. Сама деревня расположен на левом берегу Иловли. Вверх по течению расположено село Саламатина.
Хутор располагался на левом, низком, берегу реки Иловли, на расстоянии приблизительно 1 км юго-востоку от села Рыбинка.
Расстояние до Ольховка составляло 22 км, до железнодорожной станции в Камышине — 53 км.
Почва в поселении представляет собой сероватый суглинок, подпочва — глина. В пашнях встречался солонец. На бахчах — супесь.

## История

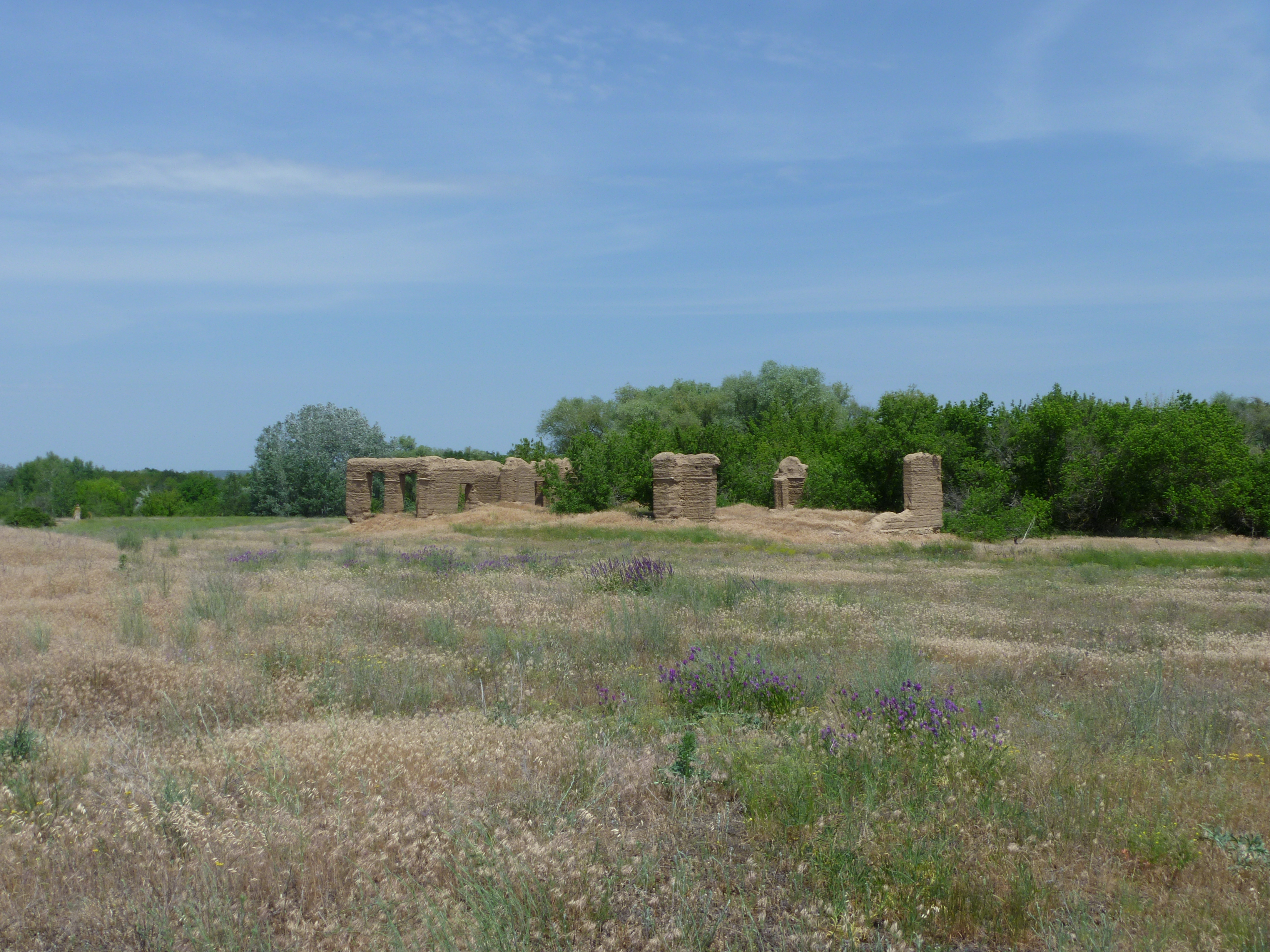
Руины одного из зданий покинутого села.

В 1860—1861 годах из сел Саламатина и Рыбкина выселились два хутора соответственно Саломатинский Выселок и Свинуха (Рыбинский Выселок). Основу населения составляли бывшие удельные крестьяне. Основные занятия населения до революции — хлебопашество и скотоводство.
В 1936 году в населённом пункте была начальная школа.

### Административно-территориальное деление
Хутора входили в состав Саламатинскую волость Камышинского уезда Саратовской губернии.
Постановлением ВЦИК и СНК РСФСР от 21 мая и от 11 июня 1928 года был образован Камышинский район в составе Камышинского округа Нижневолжского края. В 1928 году составе Выселок Рыбинского сельсовета значались населенные пункты выселок Выселок Рыбинский, выселок Выселок Саломатинский и коммуна Красное Знамя.
30 июля 1930 года Камышинский округ, как и большинство остальных округов СССР, был упразднён. Его районы отошли в прямое подчинение Нижне-Волжского края. 10 января 1934 года Нижне-Волжский край был разделён на Саратовский и Сталинградский края.
В 1936 году в составе Краснознаменского сельсовета Ольховского района значится колхоз имени Максима Горького (бывший хутор Свиновка (так в тексте)) состоявший из 114 хозяйств.
5 декабря 1936 года Сталинградский край был преобразован в Сталинградскую область.
Но при этом в 1938—1940 годах в документах используються названия Рыбкинский выселок (Свиновка) и Саламатинский выселок.
На картах начала 1940-х годов обозначены колхоз имени Максима Горького и рядом с ним Свиновка.
По состоянию на 11 апреля 1945 года в составе сельсовета указан только хутор Свиновка. В 1954 году Краснознаменский сельсовет был объединён с Рыбинским и Николаевским сельсоветами в один Рыбинский сельсовет, куда вошёл и хутор Свиновка. В 1961 году Сталинградская область была переименована в Волгоградскую. В 1963 году произошло укрупнение сельских районов, большая часть Ольховского района вошла в состав Камышенского района. Решением Волгоградского облисполкома от 04 декабря 1964 года № 34/501 хутор Свиновка Гусевского сельсовета был переименован в хутор Привольный. В 1966 году произошло разукрупнение районов, был вновь образован Ольховский район, куда из Камышинского был передан и Гусевский сельсовет. А в 1983 году село Свиновка Гусевского сельсовета было исключено из учётных данных — жители переселились в село Гусевка.

## Население

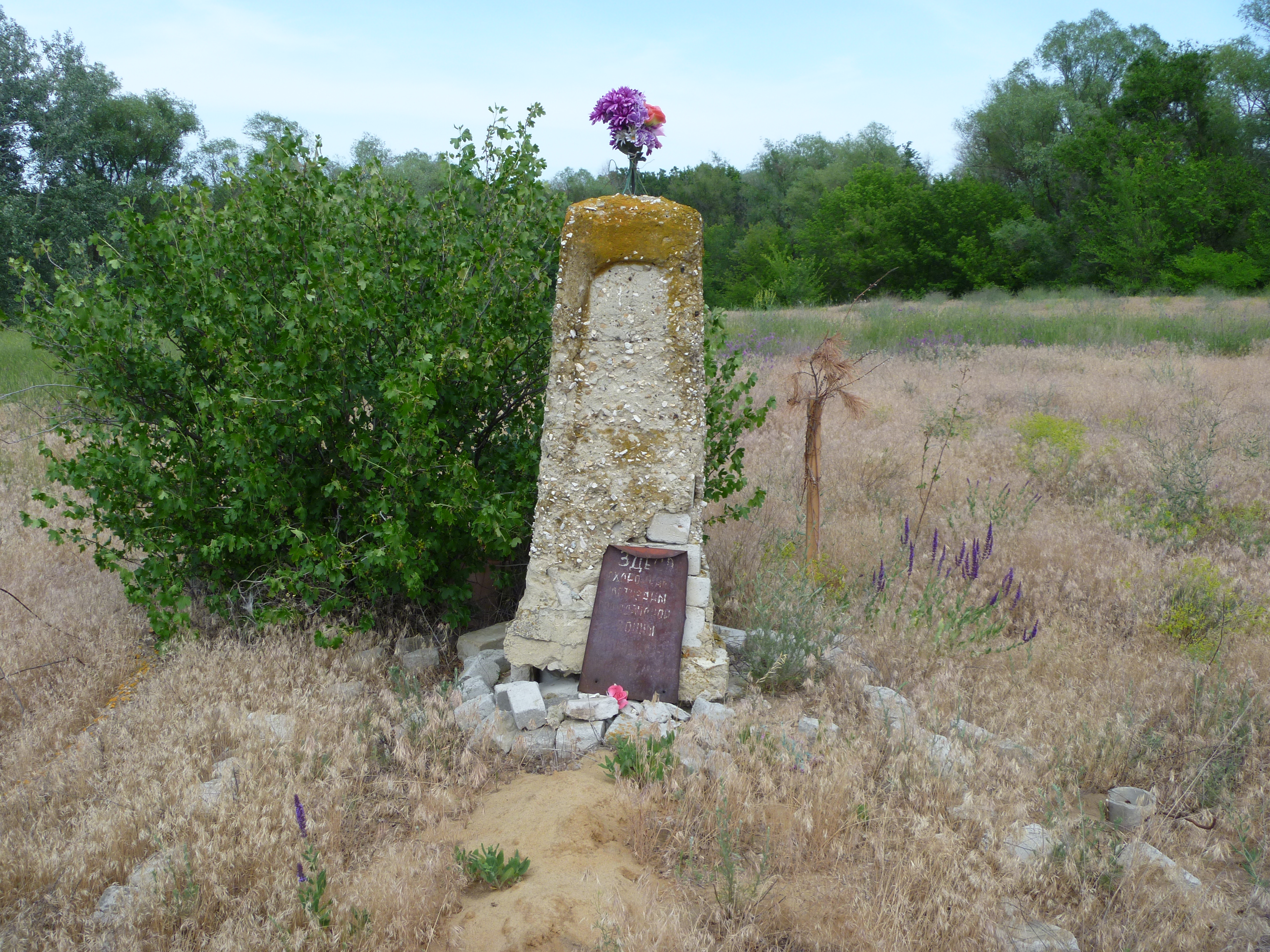
Могила участников Гражданской войны на окраине села.

По земской переписи 1886 года в Саламатинском выселке население составляло 178 человек, в том числе 84 мужчины и 92 женщин бывших удельных крестьян). В 1890 году — 200 человек (97 мужчин и 103 женщины). В 1894 году — 193 человека (91 мужчина и 102 женщины). При этом 170 человек принадлежали к православной общине, а 23 человека — молокане. В 1911 году в деревне было 45 дворов, в которых проживало 284 человека (140 мужчин и 144 женщины). В этническом плане жители принадлежали к великороссам.
На 1 января 1936 года в населённом пункте было 114 хозяйств, проживало 494 человека, преобладающая национальность — русские.
В церковном плане относилась к приходу Михайло-Архангельской церкви села Саламатино.